# Державна рада НДР

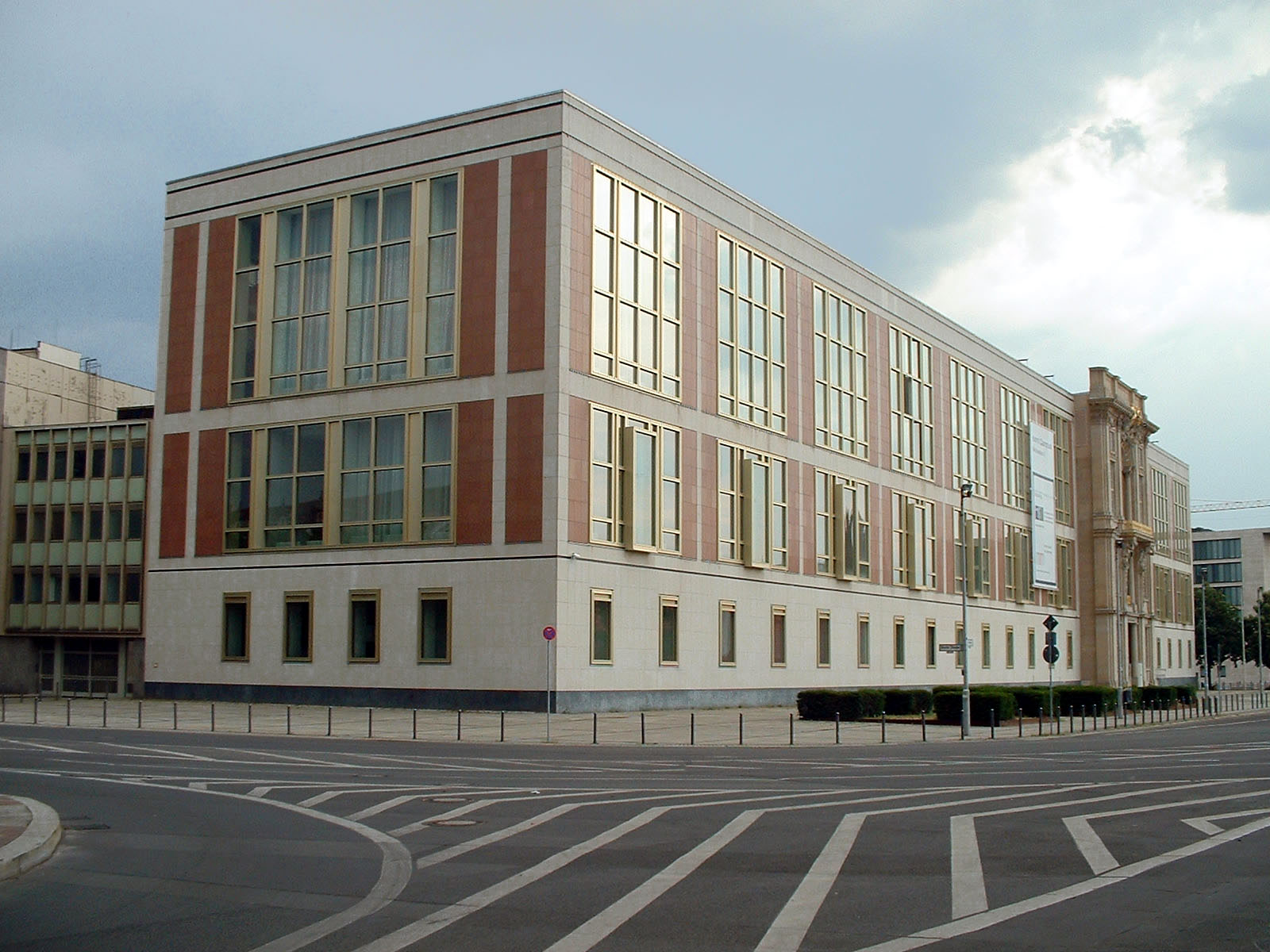
Будівля Державної ради НДР на Палацовій площі в Берліні. Побудовано у 1964 році за проектом архітекторів Роланда Корну і Ханса Богацького

Державна рада НДР (нім. Staatsrat der DDR) — колективний орган вищої державної влади в НДР з 1960 року.

## Розвиток під час соціалізму
Державна рада НДР була створена у 1960 році після смерті першого і єдиного президента НДР Вільгельма Піка в якості органа, що виконує функції президента. Цим державний устрій НДР був наближений до радянського наприкладу. Законом «Про створення Державної ради» (нім. Gesetz über die Bildung des Staatsrates) від 12 вересня 1960 року в Конституцію НДР 1949 року були внесені відповідні зміни.
Перший склад Державної ради НДР був обраний 12 вересня 1960 року, головою Державної ради став генеральний секретар ЦК СЄПН Вальтер Ульбріхт, заступниками голови Державної ради — соціаліст Отто Гротеволь, ліберал Йоганнес Дікман, націонал-демократ Генріх Гоман, демселянин Ганс Ріц, генеральний секретар ЛДПН Манфред Герлах, генеральний секретар ХДС Геральд Геттінген. У 1964 році після відставки Отто Гротеволь його місце заступника голови Державної ради зайняв Віллі Штоф.
У 1971 році заступником голови Державної ради був призначений Фрідріх Еберт-молодший. У 1973 році після смерті Вальтера Ульбріхта головою Державної ради став Віллі Штоф. У 1976 році помер Фрідріх Еберт, головою Державної ради став Еріх Хонеккер, Віллі Штоф знову обійняв посаду заступника голови Державного ради, заступником голови Державної ради став також Хорст Зіндерманн, Ганс Ріц був замінений головою ДСПН Ернстом Гольденбаумом. У 1981 році заступником голови ДР став Пауль Вернер, але в 1984 році він пішов з політики. У 1982 році Гольденбаум пішов у відставку з усіх посад, у якості голови ДКПН став Ернст Мекленбург. У 1984 році заступниками голови ДР стали соціалісти Егон Кренц та Гюнтер Міттаг. У 1989 році після відставки Хонеккера і недовгого головування Кренца головою Державної ради став Герлах, його заступниками член Правління НДПН Манфред Мюльманн і голова ДКПН Гюнтер Малойда.

## Склад

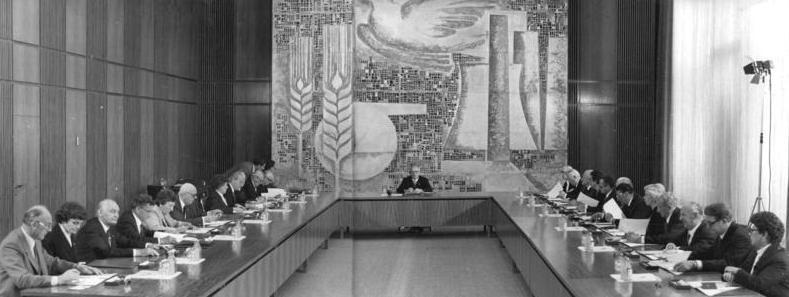
Засідання Державної ради НДР. 25 червня 1981 року

Державна рада складався з голови, його заступників, 16 членів та секретаря. Секретарем до 1971 р. був Отто Гочі. Заступниками голови були голови всіх партій НДР. Члени Держради обиралися Народною палатою на 4 роки, з 1974 року — на 5 років. У статті 66 Конституції 1968 р. говорилося: «Голова Державної ради офіційно представляє Німецьку Демократичну Республіку на міжнародній арені». У відповідності із змінами, внесеними до Конституції у 1974 р., голова Державної ради формально втратив високе становище. Однак фактично ж і у подальшому функції глави держави виконувались одноосібно головою Державної ради, а інші члени Державної ради на практиці не мали ніякого впливу. Крім того і для дипломатичного протоколу колективний орган в якості глави держави представляв певні проблеми.

## Повноваження Державної ради
- Представляла державу
- Ратифікувала договори
- Координувала діяльність органів місцевого самоврядування
- Призначала і відкликала послів
- Приймала і висилала іноземних послів
- Встановлювала звання
- Здійснювала нагородження
- Призначала парламентські, регіональні і муніципальні вибори
- Приймала рішення по обороні країни
- Призначала членів Національної ради оборони
- Оголошувала амністію і помилування
- Здійснювала нагляд за діяльністю Верховного Суду та Генеральної Прокуратури

## Після змін в НДР
Після відставки Еріха Хонеккера від усіх посад Егон Кренц став головою Державної ради. Але вже 6 тижнями пізніше, 6 грудня 1989 року, заступник голови Державної ради, голова ЛДПН, Манфред Герлах став в. о. голови Державної ради.

## Голови
- Вальтер Ульбріхт (1960-1973)
- Віллі Штоф (1973-1976)
- Еріх Хонеккер (1976-1989)
- Егон Кренц (1989)
- Манфред Герлах (1989-1990)

## Заступники голови
Від ЛДПН
- Манфред Герлах (1960-1989)

Від ХДС
- Геральд Геттінген (1960-1989)

Від НДПН
- Генріх Гоманн (1960-1989)

Від ДКПН
- Ганс Ріц (1960-1976)
- Ернст Гольденбаум (1976-1982)
- Ернст Мекленбург (1982-1989)

## Держрада в інших соціалістичних країнах
Подібні колективні вищі органи влади у формі державних рад існували в СРСР (Президія Верховної Ради СРСР в 1936-1989 рр., а також Державна рада СРСР у 1991 році), на Кубі (Державна рада Куби), в соціалістичних державах Східної Європи: Болгарії, Польщі, Румунії, Югославії.